# Alsódubovány
Alsódubovány (szlovákul Dolné Dubovany) Dubovány településrésze, egykor önálló falu Szlovákiában, a Nagyszombati kerületben, a Pöstyéni járásban.

## Fekvése
Pöstyéntől 14 km-re délnyugatra fekszik.

## Története
A régészeti leletek tanúsága szerint Dubovány területén a kőkorszak óta éltek emberek. A vonaldíszes kultúra népének nyomain kívül megtalálták itt a bronzkor és a korai vaskor népeinek nyomait is. A szlávok korai településének nyomait a 8. és 9. századból származó 39 feltárt sír jelzi.
1113-ban a zobori apátság oklevele „villa Lucinci" falut említ. Dubovány falu bizonyos első említése 1279-ből származik „Luchunch"néven. A középkorban a mai Dubovány község helyén két település, a csejtei váruradalomhoz tartozó Felsődubovány és az Ocskay család birtokában levő Alsódubovány állt. Alsóduboványt 1532-ben „Kys Dwbowenka" néven említik. A történeti források szerint 1600-ben Alsóduboványnak 20 háza állt, 1787-ben 332 lakosa és 50 háza volt.
Vályi András szerint: „Alsó Dubovány. Tót falu Nyitra Vármegyében, földes Ura Skultéti Uraság, lakosai katolikusok, fekszik Dudvág vizétöl nem meszsze, Leopold Városától egy mértföldnyire, határja jeles javakkal bír, mellyekhez képest, első Osztálybéli."
Nyitra vármegye monográfiája szerint: „Alsó-Dubován, kis község a Vág völgyében, 395 lakossal, kik r. kath. vallásu tótok. Az Ocskay-család régi fészke, melynek itt hajdan várkastélya is volt. A XIII. és XIV. században a "de Dub" előnevet használták. Dubovánt azelőtt Luchung várának nevezték és a tatárjárás alatt a vad tatárhordák a várat feldúlták és az Ocskay-családnak több tagját felkonczolták. Kath. temploma 1778-ban épült és czínterme van. Hajdan az Ocskayak temetkezési helyéül szolgált. A község postája, távirója és vasúti állomása Nagy-Kosztolány. Földesurai az Ocskayakon kivül a Leőveyek és Nádasdyak voltak."
1908-ban és 1909-ben tűzvészek pusztítottak, melyek emberéleteket is követeltek. Lakói főként mezőgazdasággal foglalkoztak. 1910-ben 485, túlnyomórészt szlovák lakosa volt. A trianoni békeszerződésig Nyitra vármegye Pöstyéni járásához tartozott.
Alsó- és Felsőduboványt 1943-ban egyesítették.

## Lásd még
Felsődubovány
Dubovány